# La Motterie
La Motterie was een kasteelachtige buitenplaats, gelegen aan de Maas in de vroegere heerlijkheid Sint Pieter, tegenwoordig een deel van de Nederlandse stad Maastricht. Vanwege de ligging binnen het schootsveld van de vesting Maastricht werd het huis in 1673 – en mogelijk ook in 1747 – afgebroken om kort daarna in een of andere vorm te worden heropgebouwd. Eind negentiende eeuw werden de resten van het huis gesloopt en verrees hier de nog bestaande Villa Lhoest, een rijksmonument.

## Geschiedenis

### La Motterie I
Het huis is genoemd naar Claude de Lannoy (1578-1643), die van 1616 tot 1632 militair gouverneur van Maastricht in Spaanse dienst was. Naast zijn ambtswoning in Maastricht bewoonde Lannoy sinds 1624 buiten de stad op het grondgebied van de Luikse heerlijkheid Sint Pieter een buitenhuis langs de Maas, dat daarvoor eigendom was geweest van de invloedrijke familie Van Aken. De locatie werd al in 1616 aangeduid als "sur la blancherie" (op de Blekerij), naar het bleekveld dat daar ooit lag. Bij de verkoop in 1624 door Jan van Aken, toenmalig schout van Sint Pieter, werd het huis aangeduid als 'den Grooten Ancker'. Na de aankoop door Lannoy kreeg het de naam La Motterie. Lannoy wist het buitengoed door verdere aankopen in 1625 en 1627 flink uit te breiden. Mogelijk werd het bestaande huis geheel herbouwd.

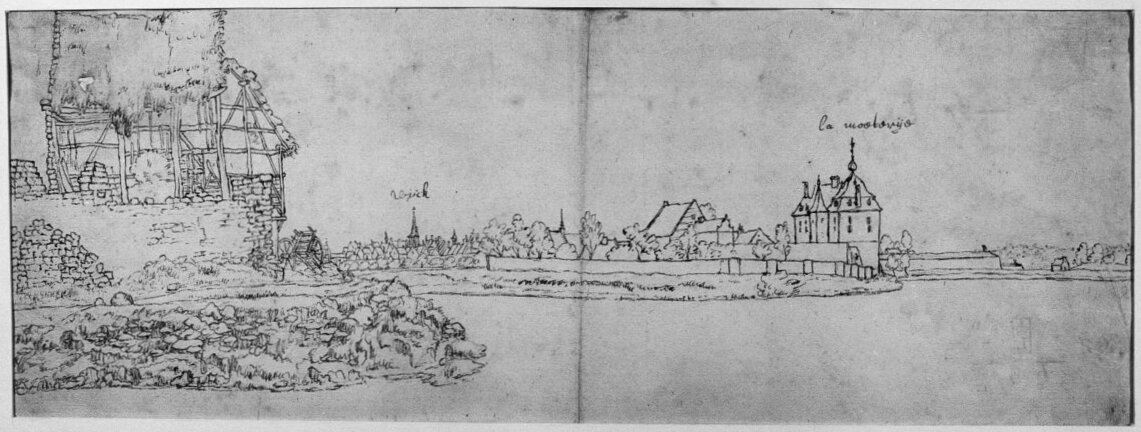
"La moeterije" (Josua de Grave, 1670)

Op kaarten van het beleg van 1632 wordt het huis omschreven als "Het Gouverneurs Speelhuys" of "Gubernators Lusthaus". Tijdens dat beleg was gouverneur De Lannoy in Duitsland. Na de inname van Maastricht door Frederik Hendrik, moest hij zijn gouverneurschap in Maastricht opgeven en was hij nog enige tijd gouverneur van Namen en Luxemburg. La Motterie bleef echter in zijn bezit en schonk hij in 1641 als huwelijksgift aan zijn dochter Madeleine-Thérèse de Lannoy, die toen trouwde met graaf Albert van Merode. Zes jaar later, in 1647, maakte zij het goed als lijfrenteschenking over aan de Luikenaar Jean Buetenaecken. Deze verhuurde het aan de Amsterdammer Hubert Ranson, die zich in hetzelfde jaar had ingeschreven bij het Maastrichtse ambacht van de gewantmakers (lakenwevers).
In 1652 bleek het kasteel, toen aangeduid als "den Thoren", nog in bezit te zijn van de Van Merodes. Een jaar later, in 1653, werd het voor 11.125 gulden verkocht aan de Luikse familie Bonhomme, die in Luik, Maastricht en andere Zuid-Nederlandse steden glasblazerijen bezat. Bij de verkoop trad de Luikse schilder Gérard Douffet op als bemiddelaar. De verkoopakte bevat een uitgebreide beschrijving van het goed. De familie Bonhomme bleef tot 1699 eigenaar van het huis, al zou dat na 1673 een nieuw opgebouwde versie van het pand betreffen. Dat ze er niet altijd woonden, blijkt uit het feit dat er in de jaren 1666-1673 een herberg gevestigd was, uitgebaat door de Duitser Gerlach Smaelbergher. Deze werd ervan verdacht de alcoholaccijnzen te ontduiken. In 1671 vond er een vechtpartij in de herberg plaats.

### La Motterie II (en III?)
Kort voor de op handen zijnde belegering door Lodewijk XIV van Frankrijk in 1673 werd La Motterie gesloopt (met buskruit opgeblazen), omdat het in het schootsveld van de vesting Maastricht lag. Na de inname van de stad door de Fransen werd het huis weer opgebouwd, echter te oordelen naar de spaarzame aanduidingen op plattegronden en de lagere verkoopprijs in 1699, zonder de grandeur van weleer. In 1674-1675 werd naar plannen van Vauban iets ten zuiden van La Motterie II een bastion aangelegd, omgeven door een diepe gracht. Dit bastion St. Pierre (niet te verwarren met het latere fort Sint Pieter) werd ook wel La Motterie genoemd en was onderdeel van een groter project ter verbetering van de inundatiewerken in De Kommen. Bij het (mislukte) beleg door Willem III van Oranje in 1676 werd het huis gevorderd door de Staatse belegeraars en werden er enkele stukken geschut geplaatst. Een jaar later vond er opnieuw een vechtpartij tussen herbergbezoekers plaats, waaruit blijkt dat ook het herbouwde huis door de Bonhommes als herberg verhuurd werd. In 1699 verkocht Jacques Ophoven, Brabants hoogschout van Maastricht en gehuwd met Oda Bonhomme, La Motterie voor 10.000 gulden aan Sint Pieternaar Frans Brouns, die er met zijn echtgenote Helena Botja en hun vijf kinderen ging wonen. Achter het huis van Brouns woonde Johan Stassen, burgemeester van Sint Pieter, die liet verordenen dat Brouns in zijn huis geen tapperij (café) mocht beginnen. Stassen en Brouns deelden een tussen de twee woningen gelegen tuin en een waterput.
In 1701 werd het bastion St. Pierre uitgebreid met onder andere een aarden enveloppe. Tussen 1724 en 1727 werd het bastion omgebouwd tot het kroonwerk Hessen. Volgens de kroniekschrijver Winand Mengels werd in 1747 alle bebouwing buiten de Tongerse- en Sint-Pieterspoort – mogelijk ook La Motterie – afgebroken in verband met de oorlogsdreiging. Uit het feit dat Mengels allerlei details deelde over het kostbare interieur van het gesloopte huis van schout Colette aan de voet van de Sint-Pietersberg, en geen speciale aandacht schonk aan La Motterie, zou men kunnen afleiden dat het verlies van dat laatste huis minder betreurd werd. Na de inname van de stad door Maurits van Saksen werd de gehele stad, inclusief de buitengebieden, door de Fransen opgemeten. Het resultaat was de zeer gedetailleerde Franse maquette van Maastricht. De maquette toont op de plek van La Motterie enkele eenvoudige huisjes, die zich in niets onderscheiden van de overige bebouwing aan de Blekerij. Wel bleef de naam La Motterie bestaan voor het meest zuidelijke huis aan de Blekerij.

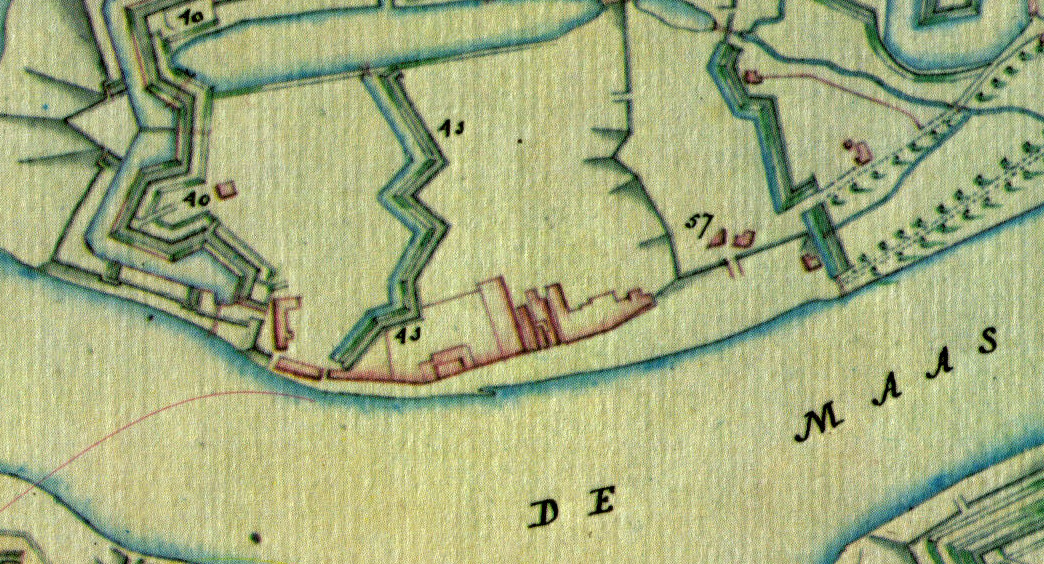
Omgeving Blekerij op de Hattingakaart, 1753. La Motterie is het bescheiden huis uiterst links

Op de Hattingakaart uit 1753 is te zien hoe La Motterie en enkele andere huizen ingeklemd liggen tussen de vestingwerken van Maastricht: aan de noordkant de Spaanse redouten (57; omstreeks 1770 vervangen door de lunet Sint-Pieter en het bastion Nassau-Weilberg), aan de zuidkant het kroonwerk Hessen (40) en aan de westkant een tenaille, een zigzaggende verbindingswal (41). La Motterie ligt slechts meters verwijderd van het kroonwerk en de tenaille. Op een Franstalige kaart uit 1830 wordt het gebied van de Blekerij aangegeven als "Faubourg St. Pierre" en lijkt de bebouwing alleen nog maar te zijn toegenomen. Dat is ook te zien op de kadasterkaart van 1842. Op die kaart is tevens een militair wachthuis aangegeven ten noordoosten van La Motterie. Dit wachthuis is op de maquette Maastricht 1867 niet weergegeven.
In de tweede helft van de achttiende eeuw wisselde het goed veelvuldig van eigenaar. In 1760 was Joannes Hamelers, burgemeester van Sint Pieter, eigenaar van het "huys en hoff genaemt de Lamotterye met alle appendentien en dependentien van dien gelegen op de Bleeckerye". Niet lang daarna was het huis in bezit van de brander Christiaan Brouns, die het in 1774 verkocht aan Nicolaes François Andran, commies van de prins-bisschop en de Staten van Luik. Deze verkocht of verpandde het in 1780 aan Nicolaes Lenaerts, maar in 1793 was het opnieuw Christiaan Brouns die een huis "aan de Lamottery" verkocht aan Georgius Huiskens. De geschiedenis van het huis tussen 1793 en 1875 is grotendeels in het duister gehuld. Zeker is dat in 1842 het huis eigendom was van de landbouwer Willem Schrijnemakers. Tussen 1845 en 1850 werd het Kanaal Luik-Maastricht gegraven (vanaf 1847 op Nederlands gebied), dat achter de Blekerij langs liep, waar nu de Maasboulevard ligt. De geïsoleerde ligging binnen de gemeente Sint Pieter – de Blekerij vormde tot de annexatie van 1920 een soort uitstulping van het Sint Pieterse territorium binnen het Maastrichtse – werd door de aanleg van het kanaal nog versterkt. De situatie verbeterde iets toen er over het in de jaren daarvoor iets naar het westen verlegde kanaal in 1888 een smalle draaibrug (brug nr. 7) werd gelegd van de Prins Bisschopsingel naar de Blekerij.

### Villa Lhoest

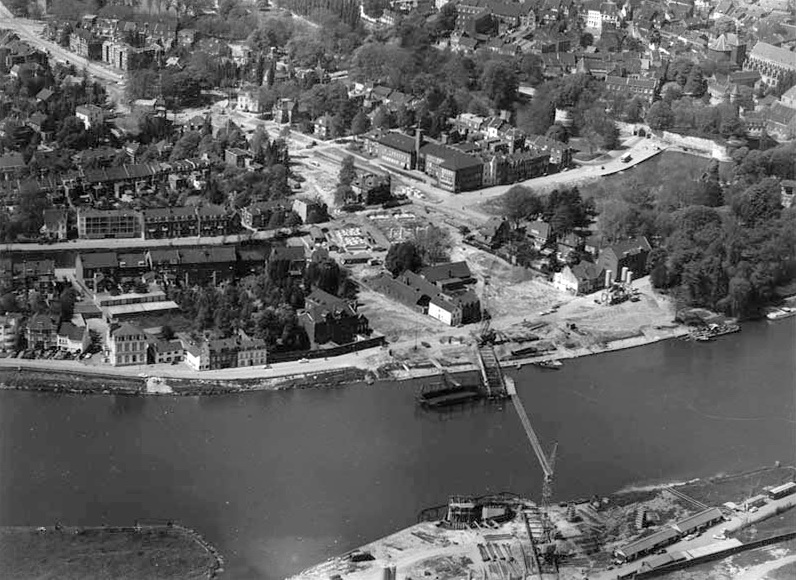
Blekerij tijdens bouw Kennedybrug, 1966

In 1875 kocht de ondernemer Léon J. Lhoest La Motterie II/III, of wat daar nog van over was. Lhoest was directeur-gérant van de papierfabriek Lhoest Lammens & Cie, vanaf 1875 Koninklijke Nederlandse Papierfabriek (KNP) geheten. Na afbraak van de restanten verrees hier in 1884 de nog bestaande Villa Lhoest. De villa is waarschijnlijk gebouwd naar een ontwerp van de Luikse architecten Julien en Denis-Joseph Rémont, vader en zoon, die eerder in Maastricht Villa Wyckerveld en Sociëteit Momus ontwierpen. In 1898 werd hier Léon Lhoest geboren, eveneens ondernemer en wellicht de bekendste directeur van de KNP. De villa bleef tot 1919 eigendom van de familie Lhoest.
In de jaren 1960 werd een groot deel van het buurtje aan de Blekerij gesloopt voor de bouw van de John F. Kennedybrug. Villa Lhoest en enkele andere gebouwen bleven behouden, maar werden in de jaren daarna overschaduwd door grotere appartementen- en kantorencomplexen. Villa Lhoest was vanaf de jaren 1950, mogelijk al eerder, in gebruik als kantoorpand. Anno 2022-2023 wordt de villa ingrijpend verbouwd en uitgebreid, waardoor er drie luxe appartementen zijn ontstaan.
Het gebouw is sinds 1997 een rijksmonument.

## Erfgoed

### Historische afbeeldingen
Van de voormalige buitenplaats La Motterie zijn slechts enkele afbeeldingen bewaard. Daarvan zijn minstens twee tekeningen, en wellicht ook een tweetal olieverfschilderingen, van de hand van de in Amsterdam geboren kunstenaar Josua de Grave (1643-1712). De Grave woonde in 1669-1671 in Maastricht en bezocht de stad ook in 1676. Hij tekende vooral landschappen in de omgeving van Maastricht, zoals de Sint-Pietersberg. Beide tekeningen van De Grave tonen La Motterie vóór de verwoesting in 1673, gezien vanuit het zuiden. Waarschijnlijk is ook een beschilderd kamerscherm in de collectie van het LGOG (te zien in het Limburgs Museum) van zijn hand, of in ieder geval geïnspireerd door zijn werk. Op het zesdelige kamerscherm is La Motterie tweemaal afgebeeld, waarvan eenmaal vrij gedetailleerd en ook weer vanuit het zuiden. De Haagse schilder Joris van der Haagen (ca. 1615-1669) schilderde La Motterie minstens tweemaal, beide vanuit het noorden gezien.
Van La Motterie zoals het eruitzag na de sloop en herbouw omstreeks 1673 zijn geen betrouwbare afbeeldingen bekend. Het eenvoudige huis dat na 1747 op deze plek verrees is mogelijk afgebeeld op een tekening uit 1826 van de Amsterdamse kunstenaar Gerrit Lamberts (1776-1850). Met zekerheid is het huis te zien op de als zeer nauwkeurig bekend staande Franse maquette van Maastricht uit 1750 (en de kopie daarvan in het Centre Céramique te Maastricht). La Motterie, het meest zuidelijke huis, valt op de maquette nauwelijks op tussen de andere bebouwing.
Een olieverfschilderij van de Maastrichtse schilder Guillaume Eberhard (1879-1949) geeft een geromantiseerde impressie van de weelderig begroeide entree van Villa Lhoest in de eerste helft van de twintigste eeuw.

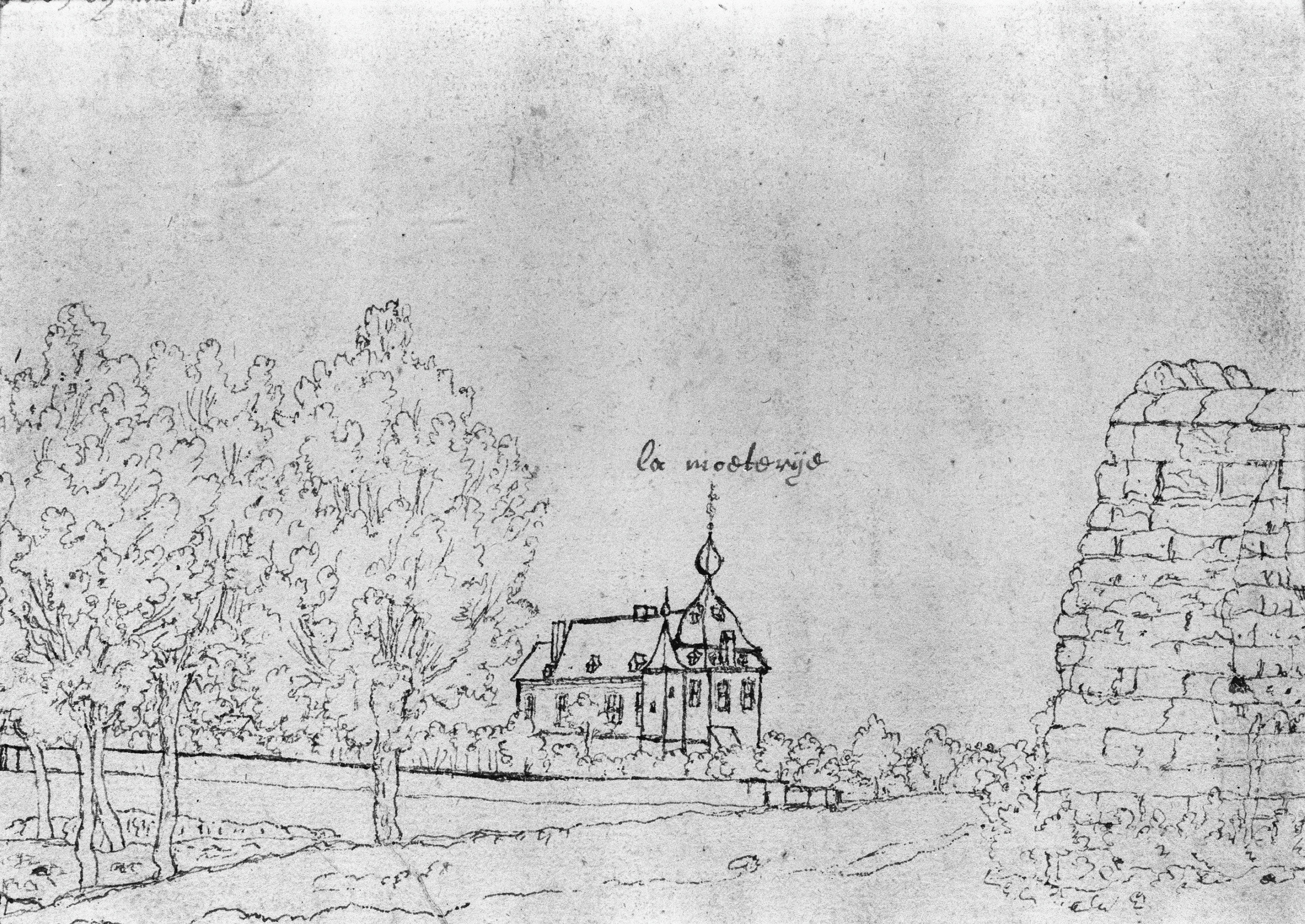
La Motterie I, tekening Josua de Grave, ca. 1670
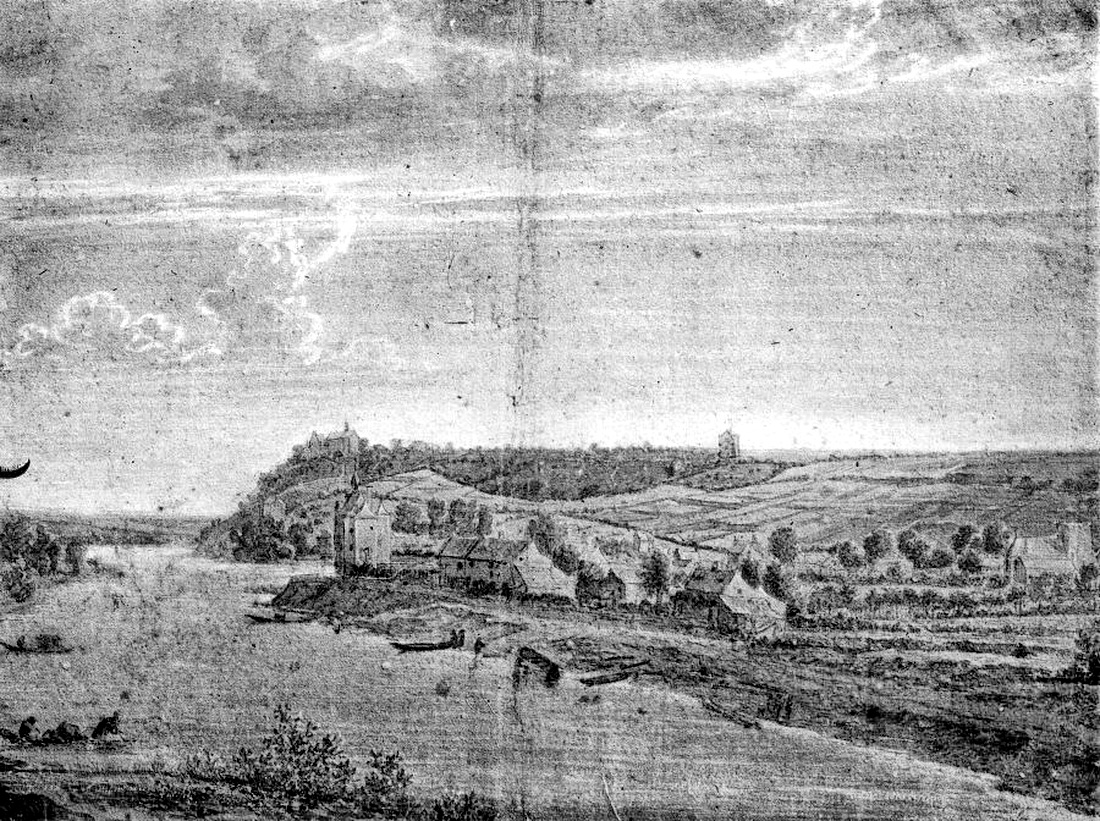
La Motterie I, aquarel Joris van der Haagen, voor 1673
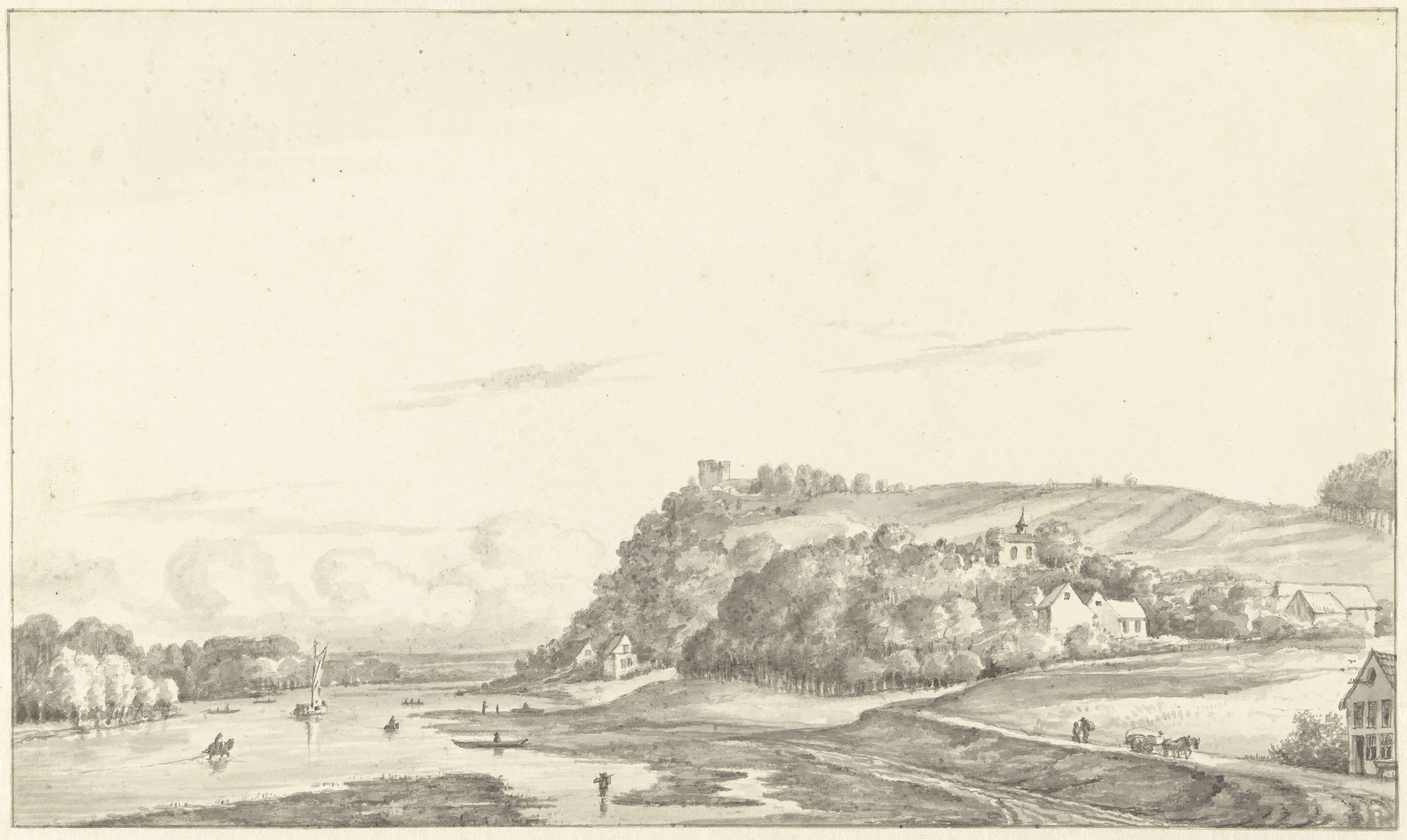
La Motterie II/III (uiterst rechts?), tekening Gerrit Lamberts, 1826
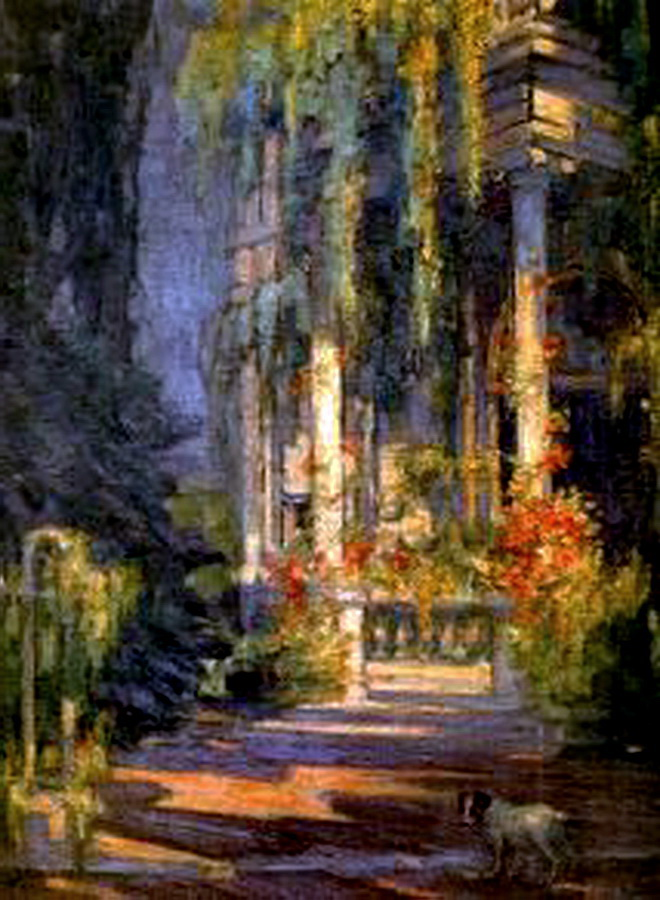
Villa Lhoest, olieverfschilderij Guillaume Eberhard, voor 1949

### Beschrijving Villa Lhoest

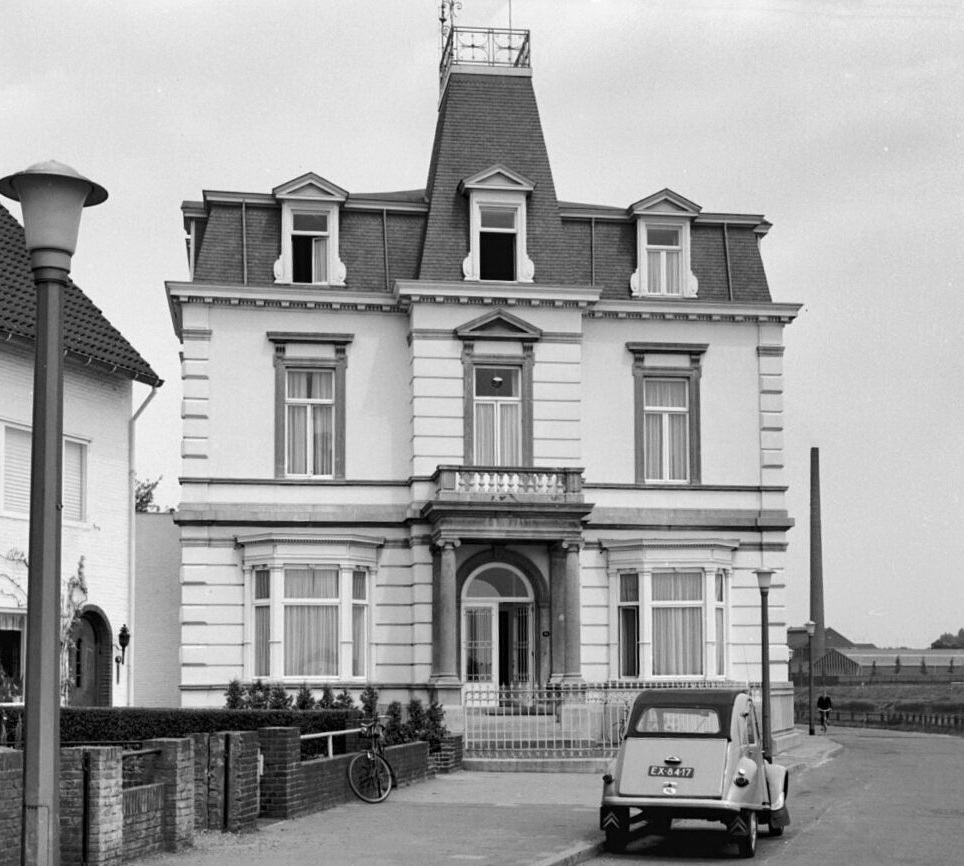
Villa Lhoest in 1962

Villa Lhoest is een laatnegentiende-eeuwse eclectische villa met neoclassicistische en neorenaissancistische elementen. Het gebouw heeft een min of meer rechthoekige plattegrond met een bescheiden uitbouw aan de hoofdgevel. De villa telt twee hoofdverdiepingen, een kelderverdieping en een dakverdieping. Het mansardedak is met leien gedekt. De bakstenen muren zijn gestuct en wit geschilderd, met uitzondering van de hardstenen versieringen. De gestucte geveldelen zijn deels versierd met horizontale groeven en hoeklisenen. De zuid- en oostgevel zijn voorzien van hardstenen, geprofileerde plinten, dorpel- en gevellijsten en venster- en deuromlijstingen. De bakgoten zijn versierd met klossen en blokdecoraties.
De hoofdgevel is niet de gevel aan de Maaskade, maar de naar het zuiden gerichte 'zijgevel'. Deze heeft een symmetrische opbouw met drie traveeën. Het risalerende middendeel bevat de geheel in hardsteen uitgevoerde entree, daarboven een op Ionische zuilen rustend balkon, en uitlopend in een hoog oprijzende, afgetopte daktoren. Zowel het bordes van de trappartij als het balkon hebben hardstenen balustrades. De dubbele voordeur met bovenlicht is binnen een rondbogige omlijsting geplaatst, geflankeerd door hardstenen pilasters en zuilen. Naast de entree bevinden zich aan beide zijden erkers. Op de eerste verdieping is de hardstenen omlijsting van de balkondeuren voorzien van een driehoekig hardstenen fronton. De flankerende vensters op dezelfde verdieping hebben een kenmerkende renaissanceversiering in de vorm van een hardstenen architraaflijst op gebeeldhouwde consoles. De dakvensters zijn versierd met klauwstukken en driehoekige frontons. De uit de middenrisaliet oprijzende daktoren wordt bekroond door een smeedijzeren hekwerkje en een windvaan.
De oostgevel (de gevel evenwijdig aan de straat) is eveneens symmetrisch ingedeeld en telt vier vensterassen. In de plint bevinden zich lage souterrainvensters. Daarboven hoge vensters met hardstenen omlijstingen, op de eerste verdieping versierd met de eerdergenoemde architraaflijsten op consoles. De dakkapellen zijn ook hier voorzien van klauwstukken en driehoekige frontons. De twee andere gevels, die vrijwel onzichtbaar zijn vanaf de straat, zijn eenvoudiger vormgegeven met onder andere wit gesausde baksteen en gestucte plinten.
De indeling van het pand is na de verbouwing van 2022/'23 gewijzigd, onder meer door de toevoeging van een lift. Aan de achterkant is een volume met onder andere een loggia en een balkon aangebouwd. Op de begane grond bevonden/bevinden zich een tweetal kamers met polychrome stucplafonds, oorspronkelijke parketvloeren, lambriseringen, dubbele paneeldeuren, kastenwanden en marmeren schoorsteenmantels. Vermeldenswaard zijn ook de vestibule en het trappenhuis met gesneden houten balustrade.

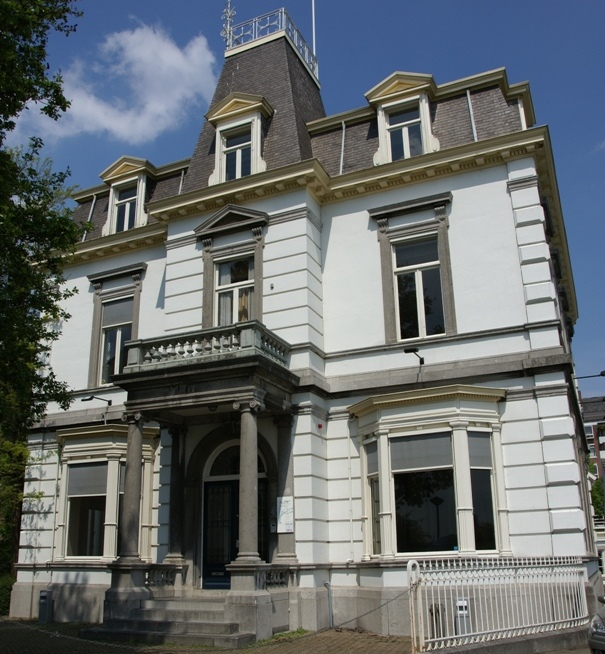
Villa Lhoest, zuidgevel
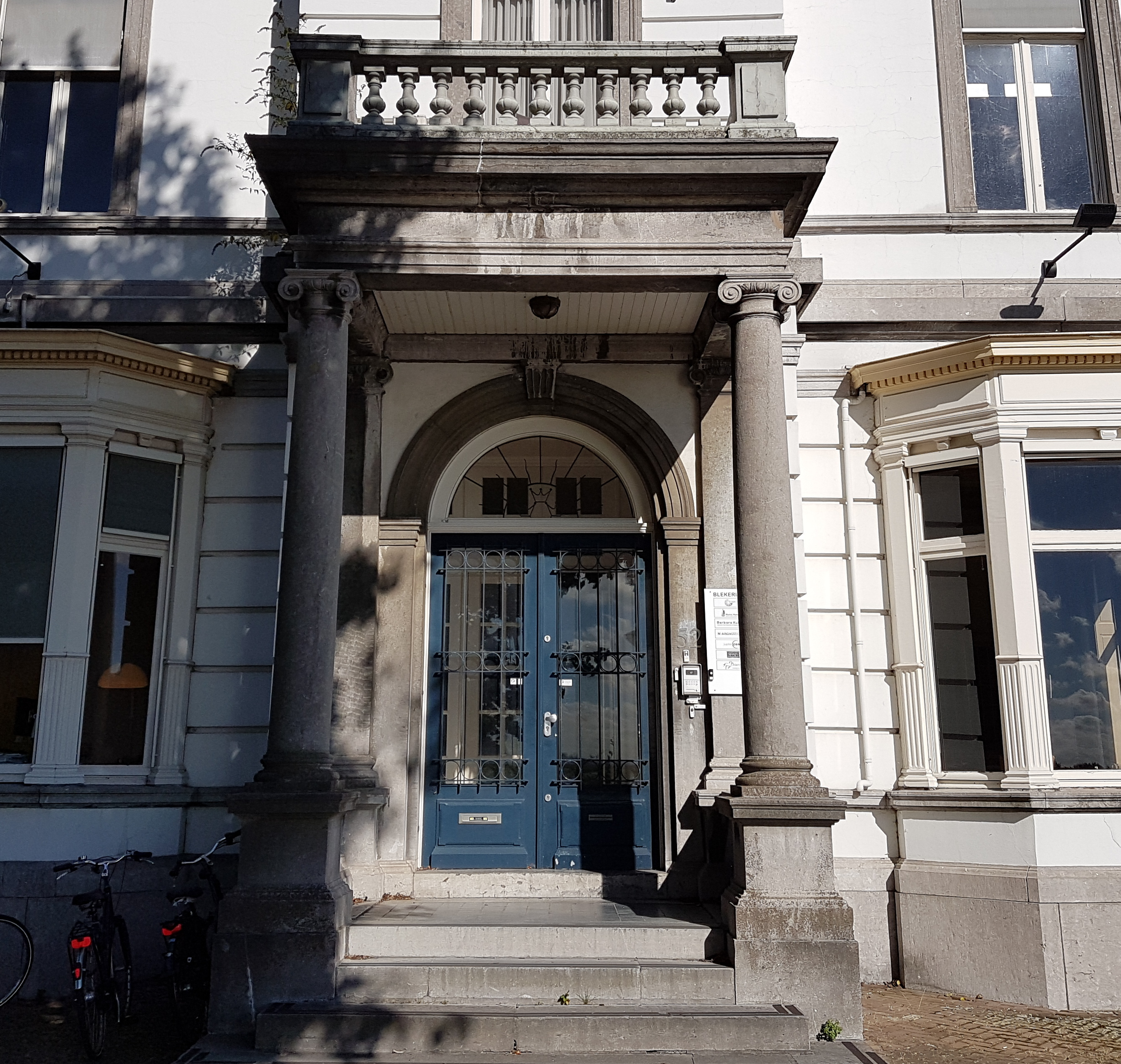
Detail entree
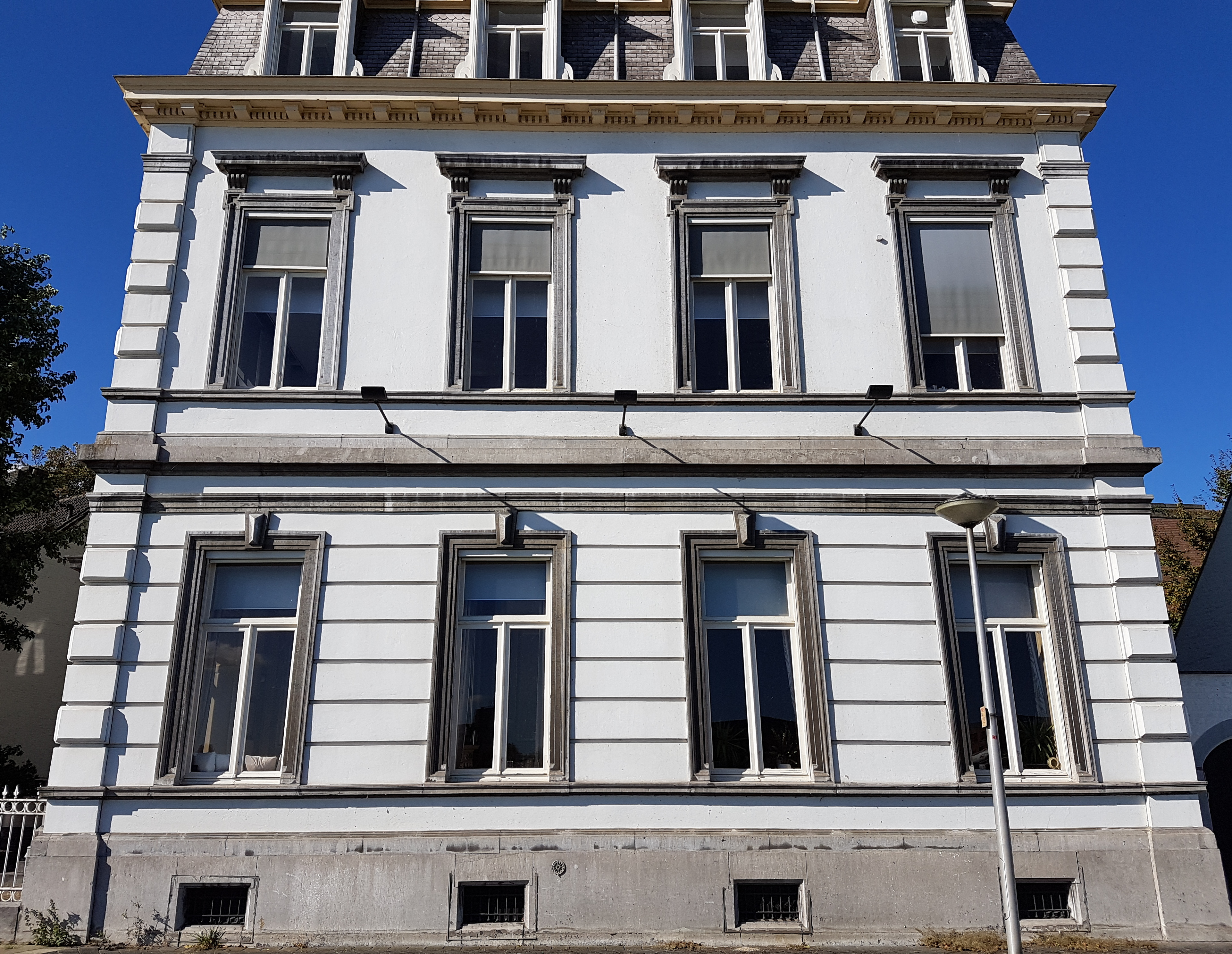
Straatgevel
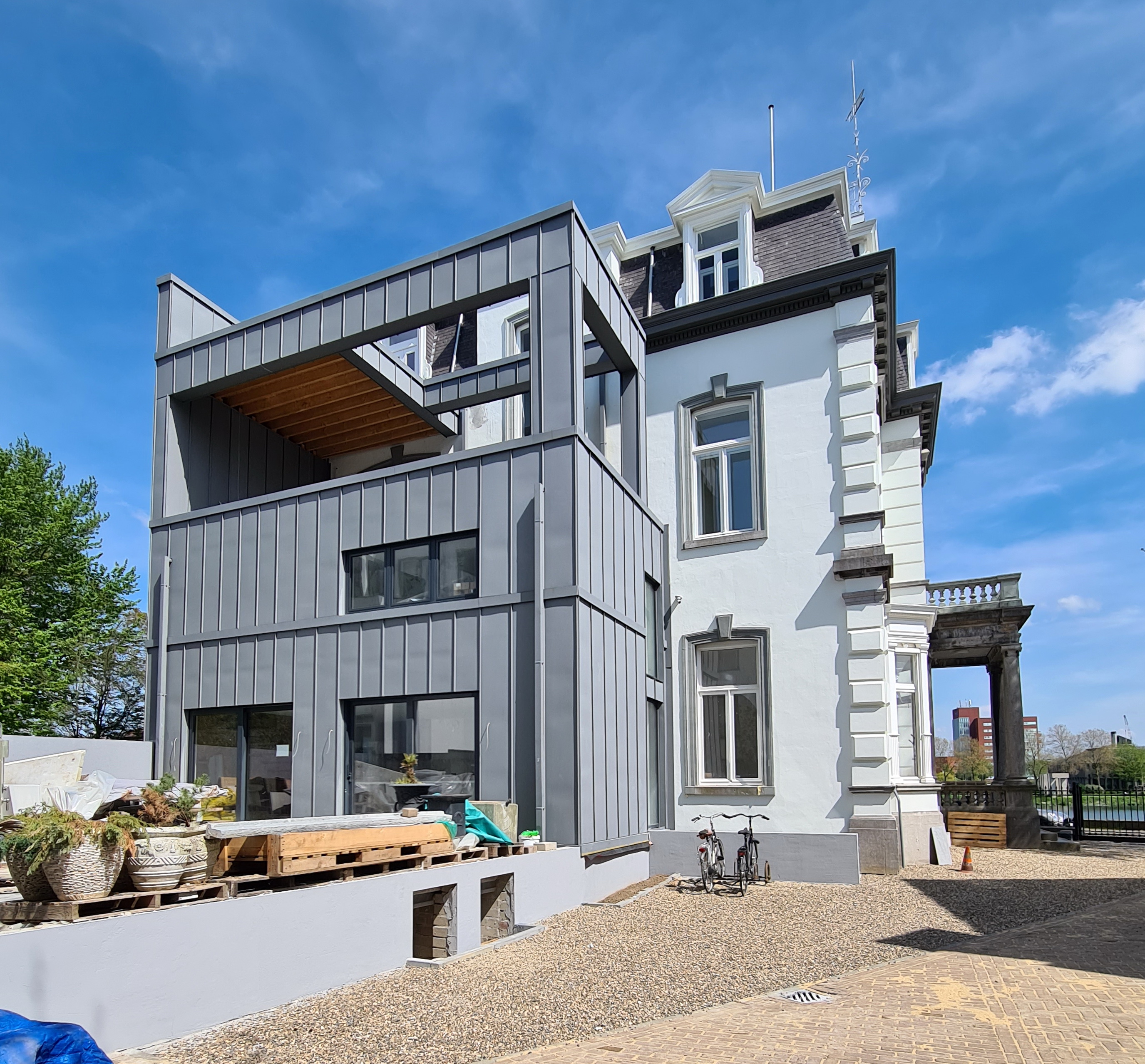
Oostgevel, 2023